# بيتر وين
بيتر وين (بالإنجليزية: Peter Winn)‏ (19 ديسمبر 1988 في المملكة المتحدة - ) هو لاعب كرة قدم بريطاني في مركز الهجوم. لعب مع ستيفيناغ بوروه وسكونثورب يونايتد وغريمسبي تاون وكامبريدج يونايتد وماكليسفيلد تاون وKing's Lynn Town F.C. ‏ ونورثويتش فيكتوريا ونادي بارو ونادي غيتزهد وChester F.C. ‏ وCleethorpes Town F.C. ‏.

## وصلات خارجية
- بيتر وين على موقع قاعدة بيانات كرة القدم.إي يو (الإنجليزية)
- بيتر وين على موقع Soccerbase.com (لاعب) (الإنجليزية)